# Marina Pierro
Marina Pierro (Boscotrecase, 9 ottobre 1956) è un'attrice, regista e scrittrice italiana.

## Biografia
Trascorre l'infanzia e l'adolescenza a Torino, dove la famiglia si era trasferita pochi anni dopo la sua nascita.
Manifesta un precoce talento nel disegno e nella pittura che la indirizzeranno verso studi artistici. Segue corsi di fotografia e teatro, studia il francese, si interessa di astrologia, esoterismo e psicoanalisi. Parallelamente coltiva una grande passione per il cinema e la recitazione.
Parte per Roma dove incontra Albino Cocco, aiuto regista di Luchino Visconti, che le offre un piccolo ruolo ne L'innocente.  Poco dopo avviene l'incontro con Walerian Borowczyk, celebre in quel periodo per Racconti immorali e La bestia, in Italia per girare il film Interno di un convento tratto da Passeggiate romane di Stendhal, dove è co-protagonista nel ruolo di Suor Veronica appositamente creato dal regista.
Inizia un sodalizio artistico che durerà dieci anni, e una serie di film girati in gran parte a Parigi, dove si fermerà per lunghi periodi. Fra questi, Les Heroïnes du mal (in Italia distribuito come Tre donne immorali?) nel ruolo de La Fornarina, modella e amante di Raffaello; Les cas étrange du Dr. Jekyll et Miss Osbourne tratto da Robert Louis Stevenson, con Udo Kier e Patrick Magee, dove incarna il lato oscuro e femminile di Hyde, premiato come miglior film al Festival del Film Fantastico di Sitges in Spagna, e presentato in vari festival, fra cui il Festival des films du Monde di Montréal e il Festival Fantastique di Bruxelles. Segue La morte vivante di Jean Rollin, diventato un cult dei film horror.
Ritorna in Italia per girare, sempre con Walerian Borowczyk, Ars amandi tratto da Ovidio, interpretato da Massimo Girotti, con Laura Betti. Nello stesso periodo interpreta  La Quinta Donna a fianco di Klaus Maria Brandauer per la regia di Alberto Negrin, nel ruolo di una dark lady,  vittima e carnefice. Seguirà il thriller per la tv La parete della stanza accanto di Carlo Di Carlo, in un ruolo enigmatico e misterioso, con Sergio Castellitto.
Dopo alcune esperienze nel teatro d'avanguardia a Roma, scrive due testi da portare in scena, La memoria e Osaka. Si dedica alla sceneggiatura per un lungometraggio liberamente ispirato a Joseph Sheridan Le Fanu e scrive alcuni soggetti per cortometraggi che realizzerà in seguito.
Ancora a Parigi per l'ultimo film di Borowczyk Tout Disparaîtra (in Italia Regina della Notte tratto dal libro omonimo di André Pieyre de Mandiargues, affiancata da Mathieu Carrière, dove nel personaggio di Miriam Gwen rappresenta una sorta di summa dell'universo femminile borowczykiano. Il film fu presentato fuori concorso al Festival International du film Fantastique di Avoriaz. Seguirà il film per la tv Un traitement justifié tratto dalle Novelle di Boccaccio, progetto nato precedentemente.
Nel 2006 scrive, produce e dirige il cortometraggio Floaters, ritratto del pittore Alessio Pierro, il figlio. Seguirà nel 2008 il mediometraggio In versi, trasposizione in immagini del suo libro di poesie Nubi ardenti edito contemporaneamente, di cui è anche interprete e regista, presentato nel 2009 a I Mille Occhi Festival Internazionale del Cinema e delle Arti di Trieste.
Il cortometraggio Himorogi, omaggio all'arte e al Cinema di Walerian Borowczyk, è stato presentato nel 2012 in prima mondiale alla VII edizione del Festival internazionale del film di Roma.

## Filmografia

### Attrice
- Attenti... arrivano le collegiali!, regia di Giorgio Miller (1975) (sotto lo pseudonimo di Ivette Monet)
- L’innocente, regia di Luchino Visconti (1976)
- I prosseneti, regia di Brunello Rondi (1976)
- Taxi Love, servizio per signora, regia di Sergio Bergonzelli (1976)
- Sorbole... che romagnola di Alfredo Rizzo (1976)
- Suspiria, regia di Dario Argento (1977)
- Interno di un convento, regia di Walerian Borowczyk (1978)
- Les Héroïnes du Mal (Tre donne immorali?), regia di Walerian Borowczyk (1979)
- Docteur Jekyll et Miss Osbourne (Nel profondo del delirio), regia di Walerian Borowczyk (1981)
- La morte vivante, regia di Jean Rollin (1982)
- La quinta donna, regia Alberto Negrin (1982)
- La smemorata, regia di Giancarlo Soldi (1982)
- Ars amandi - L'arte di amare, regia di Walerian Borowczyk (1983)
- La parete della stanza accanto, regia Di Carlo di Carlo (1986)
- La regina della notte, regia di Walerian Borowczyk (1987)
- Un traitement justifié - Boccace (Un trattamento giustificato - Boccaccio), regia di Walerian Borowczyk (1990)
- In versi, regia di Marina Pierro (2008)

### Regista
- Floaters (2006)
- In versi  (2008)
- Himorogi, coregia con Alessio Pierro (2012)